# 브라질 국민당 혁명위원회

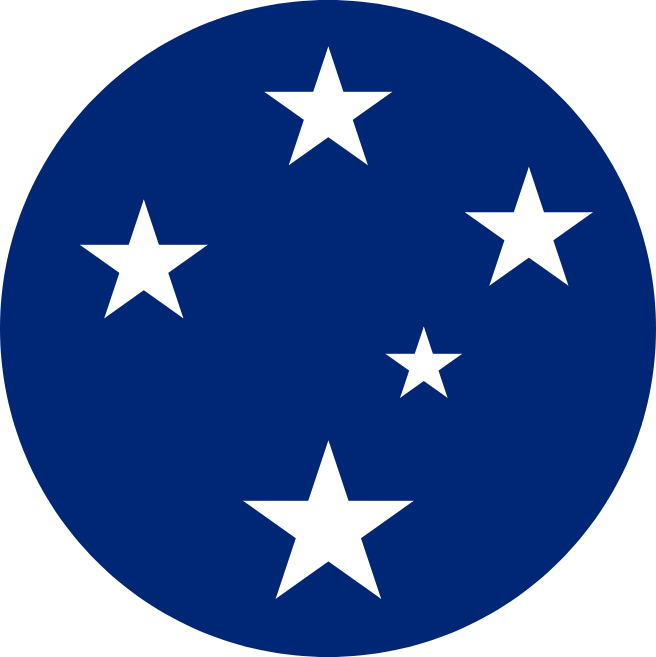
조직 인감

간단히 Kuomite라는 별명을 가진 브라질 국민당 혁명위원회는 2023년에 창설되었지만 법적으로 등록되지 않은 브라질의 정당으로 인민 삼민주의 따른다.

## 참고문헌
1. ↑  “Três Princípios Do Povo - PNdoB - Partido Nacionalista do Brasil”. 《pndob.wikidot.com》. 2024년 3월 26일에 원본 문서에서 보존된 문서. 2024년 3월 26일에 확인함.
2. ↑  “Primeiro Congresso Do PNdoB - PNdoB - Partido Nacionalista do Brasil”. 《pndob.wikidot.com》. 2024년 3월 26일에 원본 문서에서 보존된 문서. 2024년 3월 26일에 확인함.